# Amerikaanse presidentsverkiezingen 2004
Op 2 november 2004 vonden in de Verenigde Staten van Amerika presidentsverkiezingen plaats, waarbij George Walker Bush als president werd herkozen.

## Kandidaten
De strijd ging tussen George W. Bush jr. (Republikeinse Partij) en John F. Kerry (Democratische Partij).
De Democraten moesten in voorverkiezingen aangeven wie de presidentskandidaat zou worden. Na een aanvankelijk spannende race werd John Kerry gekozen. Bij de Republikeinen stond al vast dat George W. Bush de presidentskandidaat zou worden.
Ook Ralph Nader, een onafhankelijk kandidaat en voormalig lijsttrekker van de Green Party, had zich opnieuw kandidaat gesteld. Hij haalde in deze verkiezingen veel minder stemmen dan voorheen, minder dan een verwaarloosbare 1 procent.

## Presidentskandidaten

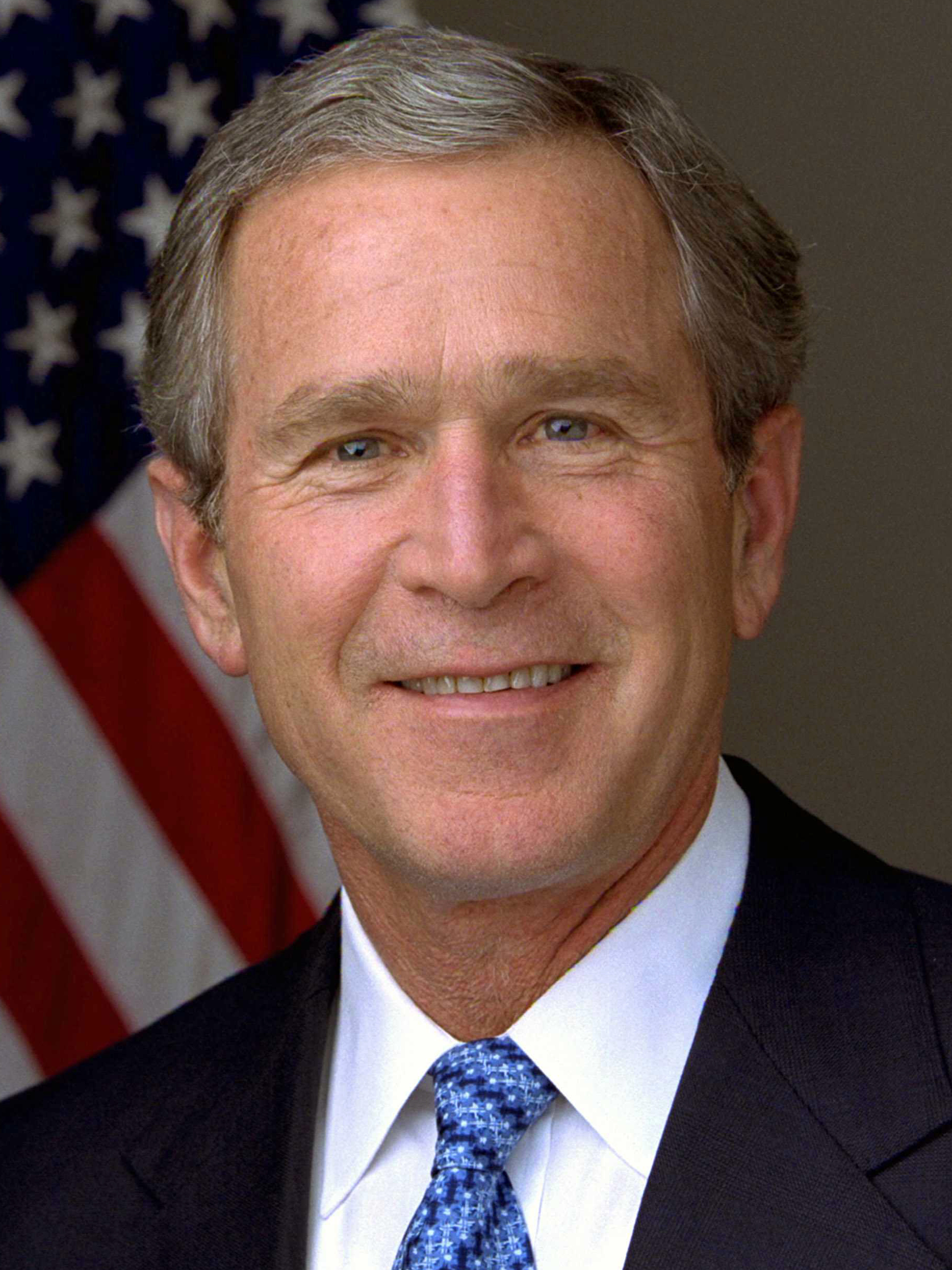
President George W. Bush uit Texas Republikeinse Partij
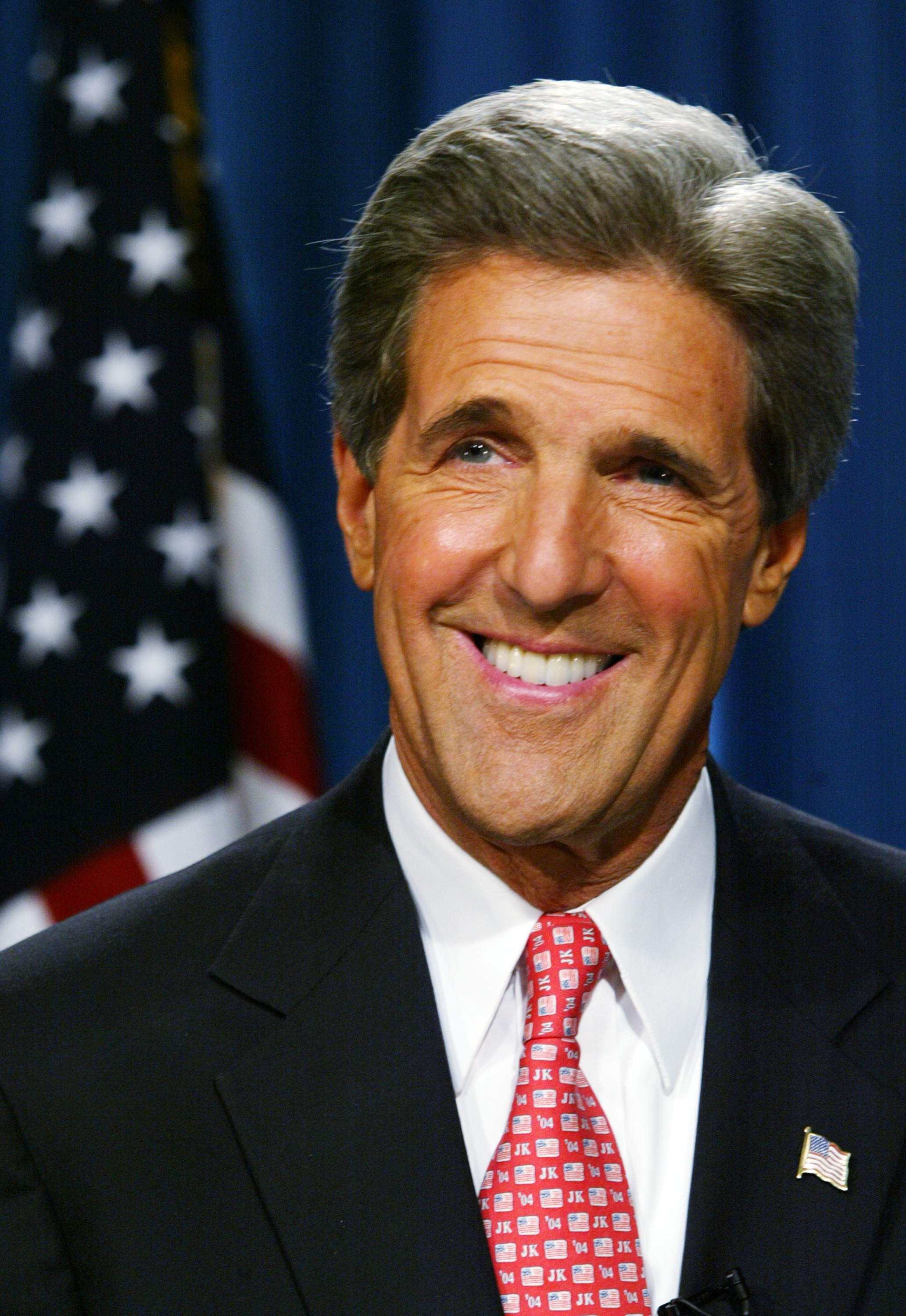
Senator John Kerry uit Massachusetts Democratische Partij

### Vicepresidentskandidaten

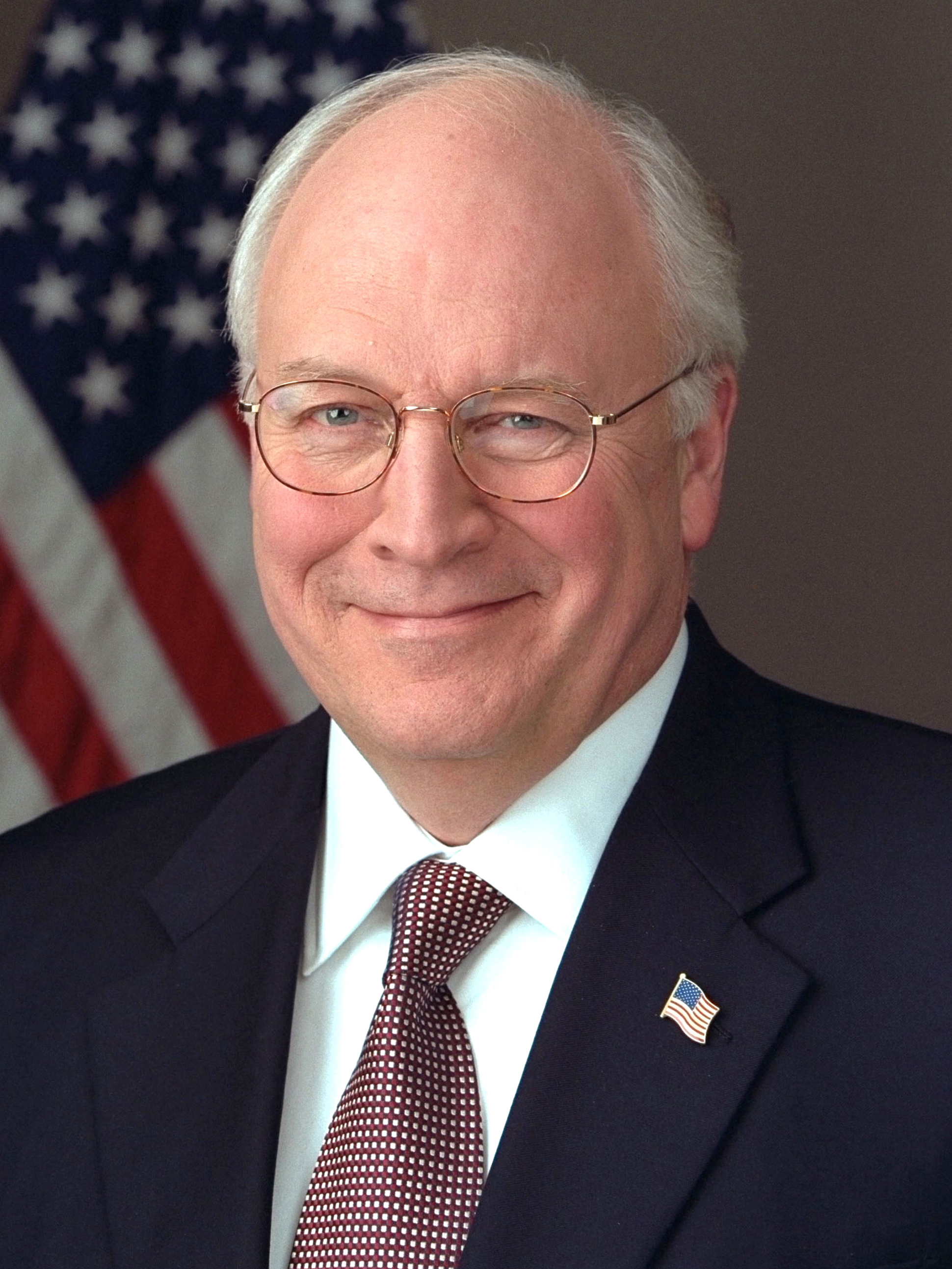
Vicepresident Dick Cheney uit Wyoming Republikeinse Partij
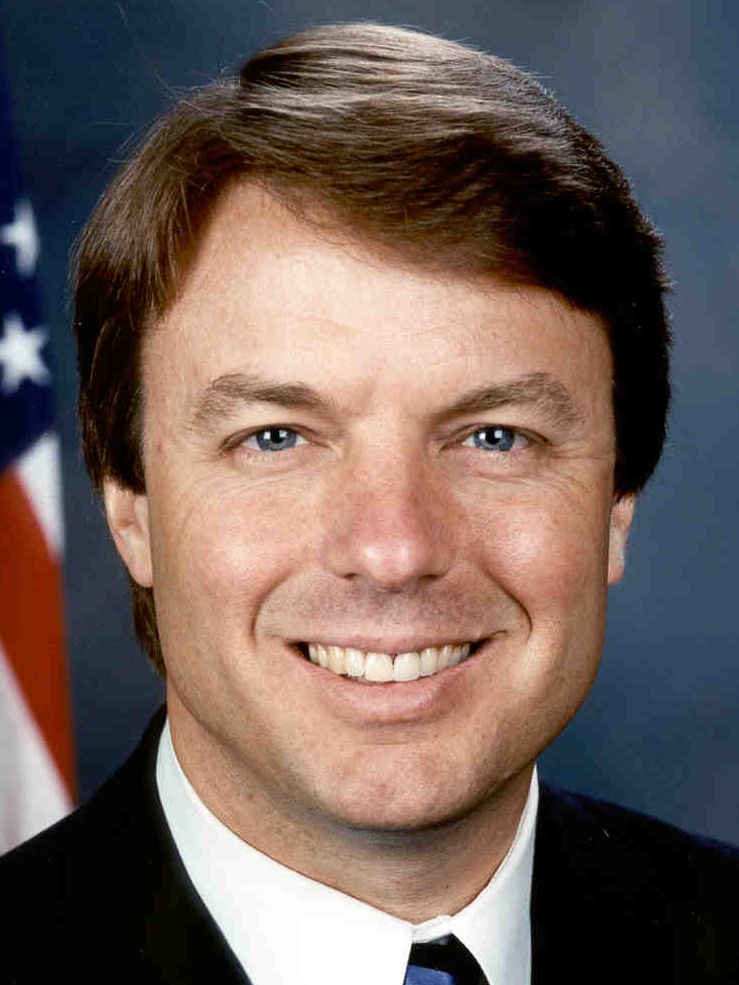
Senator John Edwards uit North Carolina Democratische Partij

## Campagne van Bush
De State of the Union van 20 januari 2004 wordt door velen gezien als het begin van de campagne van Bush. In deze rede legde hij wederom de nadruk op het veiligheids- en buitenlandbeleid. Een ander opmerkelijk punt was zijn wens dat Amerikaanse rechters homohuwelijken zouden verbieden. Als dit niet gebeurde, zou hij pogen een verbod in de Amerikaanse grondwet te laten opnemen. Critici beweerden echter dat hij voorbij ging aan de grote binnenlandse problemen, zoals de slechte economie en de hoge werkloosheid.

## Democratische voorverkiezingen
De Democraten hielden voorverkiezingen om tot een Democratische kandidaat te komen. In de verschillende staten konden geregistreerde Democraten hun favoriet kiezen. Dit leverde de kandidaten delegatieleden op. De winnaar had op de Democratische conventie in juli 2004 1961 delegatieleden nodig om Democratisch presidentskandidaat te worden, omdat er in totaal 4321 afgevaardigden waren. Hiervan waren er 802 superdelegates; het ging hierbij om houders van politieke posten binnen de partij, zoals congresleden, senatoren, gouverneurs, en andere belangrijke partijleden.
In verschillende staten, zoals Wisconsin, mogen ook kiezers die geregistreerd zijn als Republikeinen of onafhankelijken in de Democratische voorverkiezing stemmen.

### Iowa
Op 20 januari 2004 vonden in Iowa de eerste voorverkiezingen plaats. Iowa wordt vaak gezien als een startpunt, maar geldt als een onbetrouwbare voorspeller voor de einduitslag.
In de aanloop was gouverneur Howard Dean favoriet. Hij was echter vooral populair onder de democraten zelf en er werd gevreesd dat hij te links was om een echte concurrent voor Bush te worden. Uiteindelijk was er een verrassende overwinning voor John Kerry en John Edwards, twee gematigde kandidaten die waarschijnlijk wel stemmers bij de republikeinen weg konden trekken. De reactie van de teleurgestelde Dean was: "We're still alive."
Als gevolg van deze uitslag gooide Dick Gephardt de handdoek in de ring. Joe Lieberman en Wesley Clark voerden niet actief campagne in Iowa. Zij concentreerden zich vooral op New Hampshire.

### 27 januari
Op 27 januari 2004 was New Hampshire de tweede staat die mocht stemmen. Opnieuw won Kerry (39%) de race bij de Democraten. Dean (26%) werd tweede, met een achterstand die afstak bij de voorsprong die hij kort geleden in deze staat nog had. Clark (13%) noch Lieberman (9%), die Iowa overgeslagen hadden, kwamen in het noordoosten goed uit de verf. Edwards (12%) haalde, hoewel hij een zuiderling is, bijna evenveel stemmen als Clark en kreeg zelfs van 73% van alle stemmers een indicatie als 'gunstig', het hoogste percentage van alle kandidaten.

### 3 februari
Op 3 februari begon er een serie van 'belangrijker' geachte, vooral zuidelijke staten: South Carolina, New Mexico, Arizona, Oklahoma, Missouri, Delaware en North Dakota.
Edwards won in South Carolina, en Clark in Oklahoma. Kerry won de overige vijf staten. Hiermee zette hij een belangrijke stap in de verkiezing tot presidentskandidaat van de Democraten. Howard Dean eindigde in de meeste staten op een grote achterstand en Joe Lieberman gaf het na deze uitslagen op.

### 7 tot 10 februari
In de dagen van 7 tot 10 februari won Kerry ook Michigan, Washington, Maine, Virginia en Tennessee. Edwards en Dean zaten nog in de race, maar liepen steeds meer achterstand op.

### 17 en 27 februari
Op 17 februari was het de beurt aan Wisconsin. Opnieuw was Kerry de winnaar (40%), zij het dat Edwards (34%) dichterbij was dan in voorgaande staten. In de aanloop naar deze verkiezingen liep de voorzitter van de Dean-campagne, Steven Grossman, over naar het kamp van Kerry. Na zijn nieuwe nederlaag (18%) trok Dean zich terug uit de strijd.
Op 27 februari boekte Kerry ook in Utah, Idaho en Hawaï ruime overwinningen, met steeds 50–55% van de stemmen. Opvallend was dat in Hawaï de tweede plaats niet werd behaald door Edwards of Dean (die geen campagne meer voerde, maar nog wel op de stemlijst stond), maar door 'groene' kandidaat Dennis Kucinich met 26% van de stemmen.

### 2 maart
Op 2 maart, bijgenaamd 'Super Tuesday', werd er in tien staten gestemd, waaronder Californië, New York en Ohio. John Kerry won de verkiezingen in negen staten, in Vermont won Dean. Hierop trok John Edwards zich terug en mocht John Kerry het in november tegen Bush opnemen.

## Belangrijke gebeurtenissen in de campagne
Beide partijen beschuldigden elkaar, maar de Republikeinen gingen hierin het verst.
Ook waren verschillende particuliere groepen, zogenaamde 527-groepen (vernoemd naar de belastingcode waar ze onder vielen), actief die negatieve informatie over de kandidaten verspreidden.

### Dienstplicht
Een gedeelte van de campagne, tot ongeveer oktober, ging over het vervullen van de dienstplicht.
Kerry diende gedurende enkele maanden in de Vietnamoorlog, waarvoor hij onder andere met drie Purple Hearts onderscheiden is. In de zomer van 2004 verschenen een boek en diverse advertenties van de Swift Boat Veterans for Truth, een organisatie die beweerde dat John Kerry zijn verwondingen van de Vietnamoorlog overdreef en enkele van zijn medailles niet eerlijk had verdiend. De groep bleek later door enkele Republikeinen gesponsord te zijn, maar door een uitgekiende mediacampagne leverden deze aantijgingen John Kerry schade op.
Bush diende in de National Guard en hoefde niet naar Vietnam. In de Amerikaanse media werd veelvuldig gesuggereerd dat Bush zijn plaats in die afdeling aan connecties van zijn vader te danken had en dat hij bij een keuring expres afgekeurd wilde worden. Het Witte Huis werd door middel van rechterlijke bevelen gedwongen legerdocumenten over de diensttijd van Bush te openbaren. Hieruit zou blijken dat Bush in 1972 niet was komen opdagen voor een medische keuring, waardoor hij niet meer mocht vliegen en zo het leger kon verlaten. Ook was hij actief in de Alabama Guard en ontliep zo dienstplicht in Vietnam. Verder werd duidelijk dat vicepresident Dick Cheney vijf keer de dienstplicht had weten te omzeilen.

### Belangrijke campagneonderwerpen
Belangrijke campagneonderwerpen waren:
- Irak – Kerry vond dat Bush het land misleidde naar oorlog. Bush vond dat Kerry met betrekking tot Irak steeds van standpunt wisselde.
- Terrorisme - Bush en Cheney vonden dat Kerry geen goede leider zou zijn in tijden van terroristische dreiging. Kerry vond dat Bush, door voor Irak te kiezen, Osama bin Laden en andere terroristen liet lopen. Ook zei hij dat Irak een kweekvijver voor terroristen zou worden.
- Economie – Bush beweerde dat het Amerika economisch beter ging, Kerry vond van niet.
- Scholen en kinderen
- Gezondheidszorg - Nog niet alle Amerikanen hebben gezondheidszorg.
- Abortus - Bush was tegen. Kerry wilde zijn overtuiging (tegen) niet aan de rest van de natie opleggen.

### Debatten
Er werden drie debatten georganiseerd: één tussen de running mates Dick Cheney en John Edwards en twee tussen de presidentskandidaten Bush en Kerry.

### Early voting
In dertig staten was het mogelijk al ruim voor de verkiezingsdag te gaan stemmen in het zogenoemde early voting. Op maandag 18 oktober gingen de stembussen open. De maatregel was bedoeld om de opkomst, doorgaans onder de 50%, te vergroten. Critici meenden echter dat het systeem fraude in de hand zou kunnen werken.

### Rechtszaken en misstanden
Waarnemers van de verkiezingen, zoals oud-president Jimmy Carter, hadden al gewaarschuwd voor mogelijke problemen bij de verkiezingen. Met name in de staat Florida waren problemen te verwachten, omdat het verkiezingscomité er voornamelijk uit Republikeinen bestond.
Het bedrijf Omega Technologies maakte het mogelijk dat alle overzeese soldaten konden stemmen. De geheimhouding van hun stem werd echter niet gegarandeerd.
Er gingen, net als in 2000, stemmen op dat er bij de verkiezingen gefraudeerd werd. Ditmaal zou dit in Ohio zijn gebeurd. Deze geluiden leken echter minder sterk dan in 2000.

## Uitslag

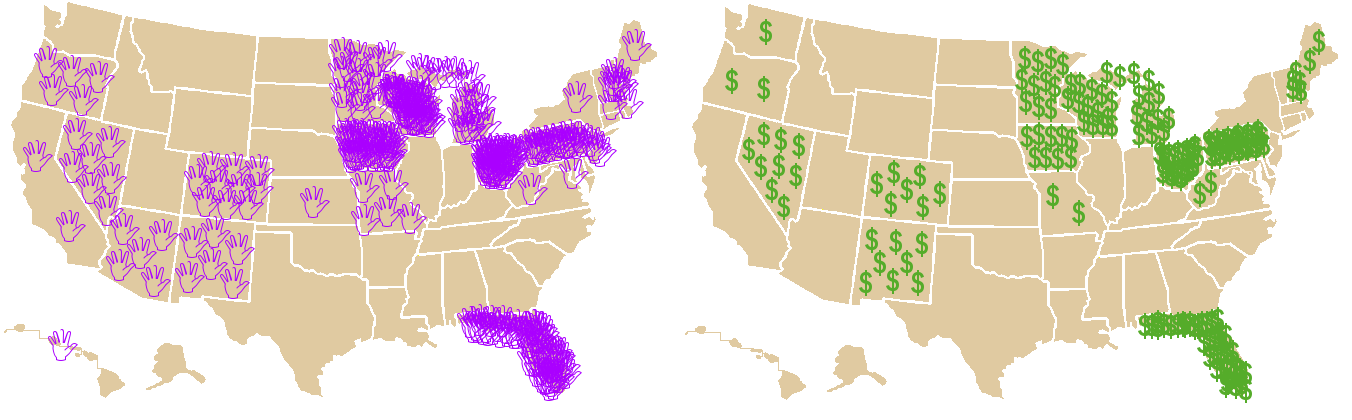
Vanwege het kiessysteem richtten de kandidaten hun aandacht voornamelijk op een relatief klein aantal swing states. Links staat aangegeven welke staten door de presidents- en vicepresidentskandidaten werden bezocht, rechts de staten waar de campagnegelden werden besteed.

Tot op het laatste moment bleef de strijd spannend. Bush leek in de opiniepeilingen voor te liggen, maar het verschil was miniem. De staten waar het op aan leek te komen, waren Pennsylvania, Ohio en Florida. Deze staten waren de grootste van de zogenaamde 'swing states', waar de uitslag beide kanten op kon. De kandidaat die twee van de drie zou krijgen, zou hoogstwaarschijnlijk de winnaar worden. Pennsylvania ging naar Kerry, Florida naar Bush. Ohio bleef twijfelachtig, maar ging uiteindelijk naar Bush. Kerry wachtte nog enige tijd met het erkennen van de nederlaag, ook nadat Fox News en NBC de staat al aan Bush hadden toeschreven, want Kerry hoopte dat het toevoegen van de stemmen waarvan de geldigheid nog moest worden bekeken tot een omslag in Ohio zou leiden.
Uiteindelijk was de uitslag vergelijkbaar met die van de verkiezingen van 2000. Ten opzichte van dat jaar had Bush alleen New Mexico en Iowa gewonnen en New Hampshire verloren. Vooral de eerste twee staten werden in beide jaren met miniem verschil beslist.
Qua stemmen echter had Bush ditmaal een redelijke meerderheid. Bush had in totaal zo'n 59 miljoen stemmen verworven, wat neerkomt op 51%, tegenover 56,5 miljoen stemmen voor Kerry, wat neerkomt op 48,5%. In 2000 had Bush minder stemmen dan Gore behaald, maar had dankzij het meerderheidsstelsel en het daaruit volgende systeem van kiesmannen toch de verkiezingen gewonnen.
| Naam            | George W. Bush       | John Kerry           |
| Partij          | Republikeinse Partij | Democratische Partij |
| Thuisstaat      | Texas                | Massachusetts        |
| Running mate    | Dick Cheney          | John Edwards         |
| Kiesmannen      | 286                  | 251                  |
| Gewonnen staten | 31                   | 19+DC                |
| Aantal stemmen  | 62.040.610           | 59.028.444           |
| Percentage      | 50,7%                | 48,3%                |